# Rüdiger Althaus
Rüdiger Althaus (* 27. März 1961 in Dortmund-Kirchlinde) ist ein deutscher römisch-katholischer Priester, Theologe sowie Kirchenrechtler an der Theologischen Fakultät Paderborn.

## Leben
Rüdiger Althaus studierte Philosophie und Katholische Theologie in Paderborn und Innsbruck und empfing im Jahre 1987 das Sakrament der Priesterweihe. Er arbeitete anschließend als Gemeindeseelsorger und wurde 1989 Ehebandverteidiger und 1994 Diözesanrichter am Erzbischöflichen Offizialat in Paderborn. 1999 wurde er dort zum Vizeoffizial ernannt. 1995 wurde er im Fachbereich Kanonisches Recht promoviert und unterrichtete anschließend als Lehrbeauftragter für Kirchliches Vermögensrecht am Institut für Kirchenrecht der Westfälischen Wilhelms-Universität in Münster. 1999 erfolgte seine Habilitation an der Ruhr-Universität Bochum. Seine Habilitationsschrift gilt als Bestandsaufnahme und richtungsweisende Analyse der Veränderungen, die sich aus der Überarbeitung des Codex Iuris Canonici von 1983 in Deutschland ergeben haben. 
Seit 2000 ist Rüdiger Althaus Professor für Kirchenrecht an der Theologischen Fakultät Paderborn. Von 2015 bis 2017 war er Rektor der Theologischen Fakultät Paderborn.
Seit 2004 gehört Rüdiger Althaus dem Metropolitankapitel in Paderborn an.

## Werke
- Amt und Aufgabe des Dechanten im katholischen Kirchenrecht. Ludgerus-Verlag, Essen 1996, ISBN 3-87497-216-X.
- Die Rezeption des Codex Iuris Canonici von 1983 in der Bundesrepublik Deutschland unter besonderer Berücksichtigung der Voten der gemeinsamen Synode der Bistümer in der Bundesrepublik Deutschland. Schöningh, Paderborn 2000, ISBN 3-506-76278-8.
- Sammlung des Rechts im Erzbistum Paderborn. 4. Auflage. Bonifatius, Paderborn 2015, ISBN 3-89710-283-8.
- 200 Begriffe zum Verfassungsrecht der römisch-katholischen Kirche. EOS editions, St. Ottilien 2023. ISBN 978-3-8306-8215-8.